# E-Tower
L'E-Tower és un edifici gratacels de 37 plantes i 148 metres, ubicat a la Rua Funchal del veïnatge de Vila Olímpia, vora Marginal Pinheiros, a la ciutat brasilera de ciutat de São Paulo. Va ser inaugurat l'any 2005.
Amb 148 metres, és el  novè gratacels més alt de la ciutat, amb una arquitectura postmoderna inspirada en la Torre Westend de Frankfurt. El seu projecte original era més alt, però a causa del intens tràfic d'helicòpters a la regió va haver de ser canviat. És el quart gratacel més modern de São Paulo.

## Resistència de formigó

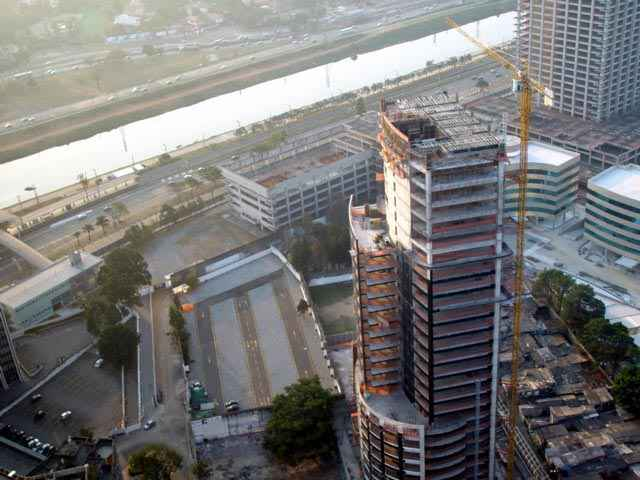
E-Tower construïda en 2002.

E-Tower té el rècord mundial de resistència de formigó. L'edifici va ser projectat amb una resistència de formigó fck = 80 MPa, de manera que els quatre nivells de pilars podrien tenir les seves reduïdes dimensions sense perdre la seva capacitat de resistència. La reducció de la secció de pilars va permetre un nombre més gran de places d'aparcament.

## Ús
Es compon de tres volums diferents. Del 3r al 7è pis, cada pis té 1.100 m² de superfície neta; del 8è al 19è pes, cada pis té 850 m² de superfície neta; i des del 22è al 37è pis, cada pis té 550 m² de superfície neta. Característiques de l'edifici inclouen una piscina climatitzada al pis 37, un auditori per a 100 persones a la planta baixa, un gimnàs al pis 20, un restaurant al pis 21, i un heliport al sostre.

## Galeria

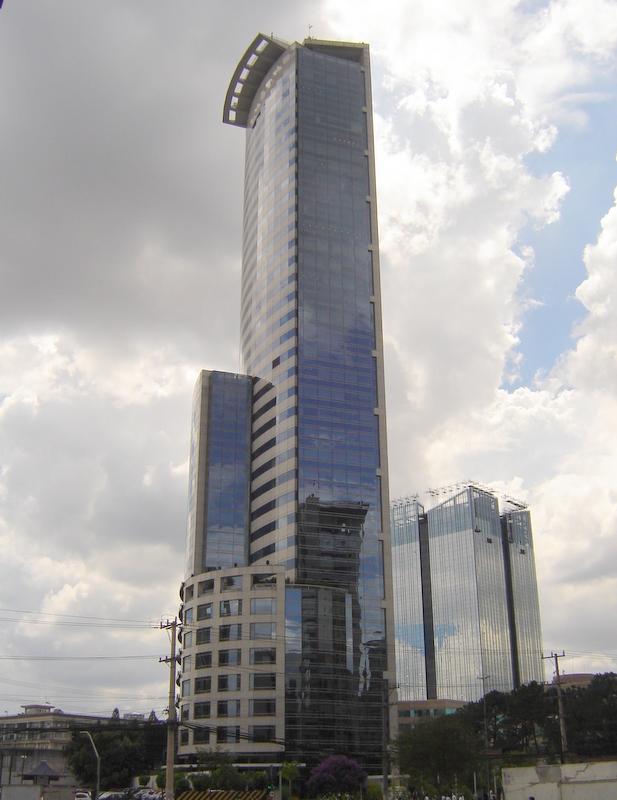
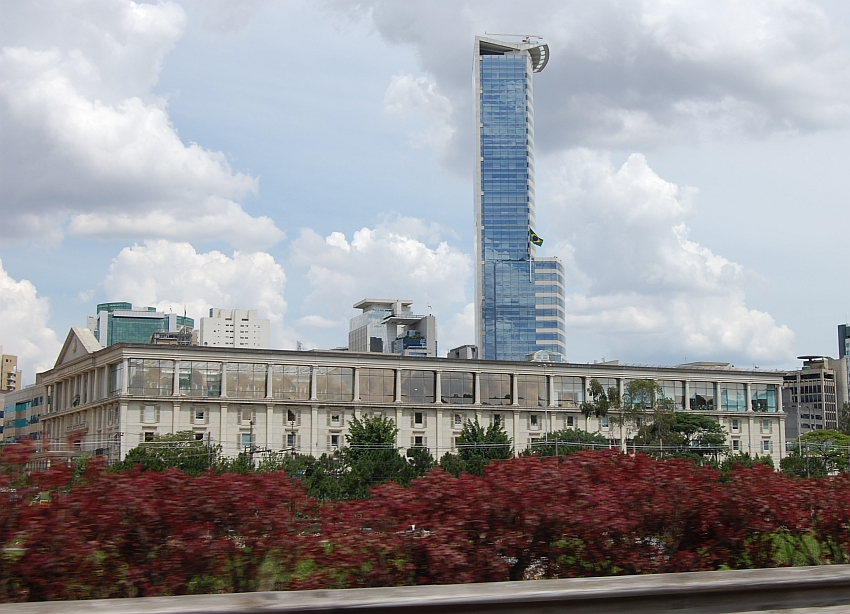
Daslu amb E-Tower al fons
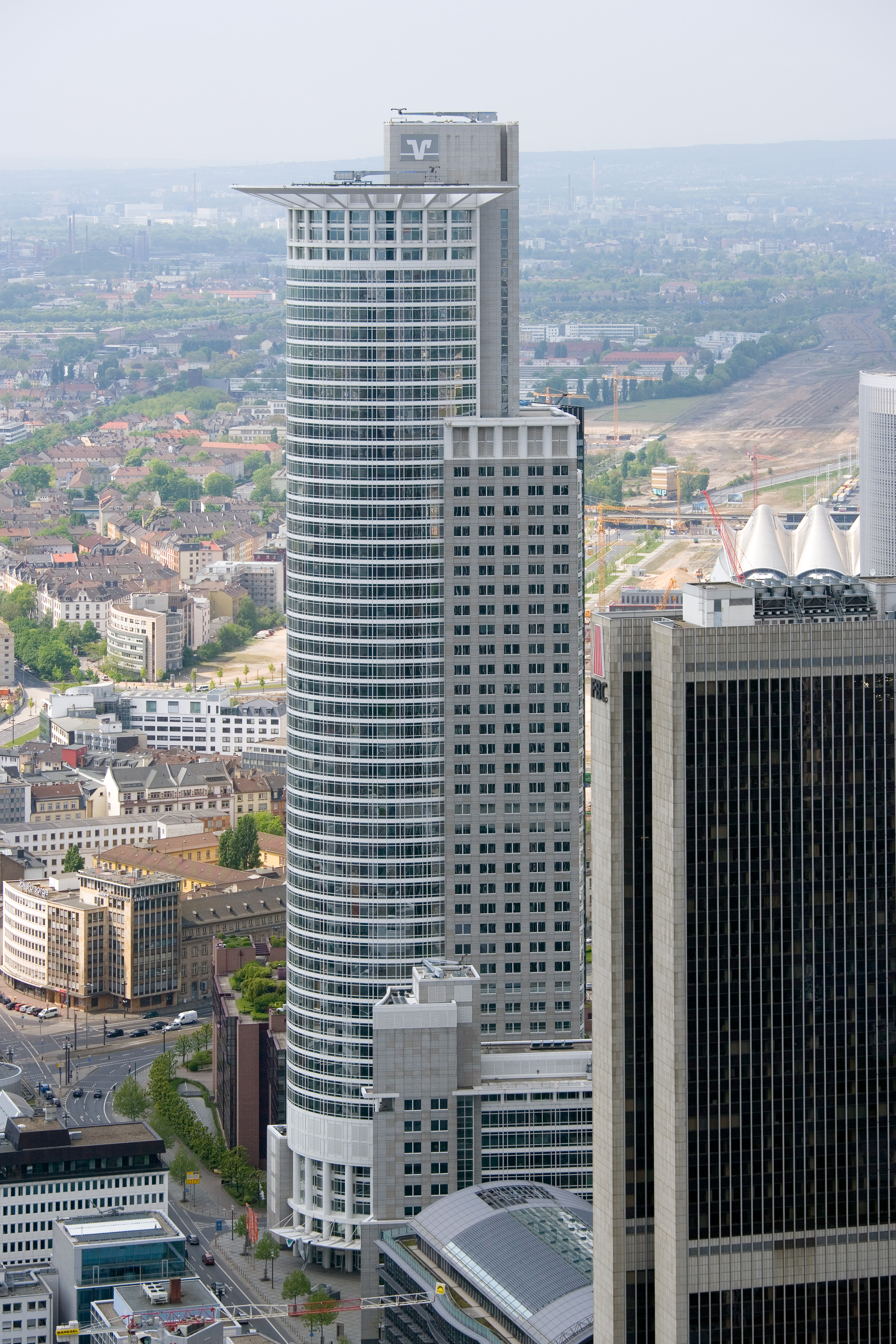
Torre Westend a Frankfurt, inspirador de l'E-Tower.
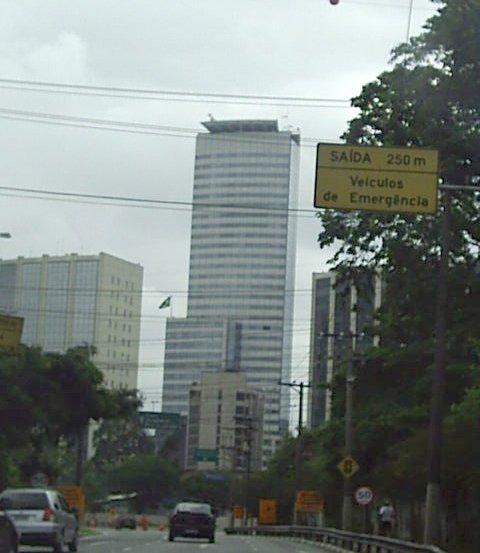